# Хаджіке
Хаджіке — один із представників аристократії мангитів кінця XV — початку XVI століть. Онук Мансура та правнук Єдигея, беклярбек Великої Орди при синах хана Ахмата, пізніше улуг-бек у Кримському ханстві.
Після смерті свого дядька Тимура обійняв його посаду при хані Шейх-Ахмаді. Його діяльність належить до періоду згасання улуса Джучі, коли боротьбу за владу вели спадкоємці хана Ахмата Муртаза, Сайїд-Ахмад та Шейх-Ахмад.
Після смерті Тимура, вже в березні 1486 брат Хаджике Джанкувват став беклярбеком при Сайїд-Ахмаді, а Хаджіке, при Шейх-Ахметі. Джанкувват після 1490 року не згадується в джерелах. Можливо, брати-співправителі прийшли до якоїсь єдності і обходилися одним беклярбеком. Беклярбекство Хаджіке припало на роки агонії Великої Орди. Основним її противником виступало кримське ханство на чолі з Менглі Гіреєм, союзником якого була Московське князівство на чолі з Іваном III. Ворожими були й стосунки з Ногайською Ордою. Астраханське ханство тим часом вважалося улусом Великої Орди й загалом виступало її союзником, але не було під абсолютним підпорядкуванням. Хаджіке 1490 р. з ханами-співправителями Шейх-Ахметом і Саїд-Ахмадом бере участь у переговорах з Менглі-Ґераєм, які ставили за мету приспати його пильність, після чого був успішний похід Великої Орди на Крим, який, однак, не привів до бажаного підпорядкування Криму, оскільки турецька султан Баязид II послав на допомогу Криму 2000 яничарів, а Іван III рушив на південь військо під командуванням казанського хана Мухаммед-Аміна та нового Касимовського хана Сатилгана, сина Нур-Девлета.
Відносини Великої Орди з ногайцями були дуже напруженими. У 1493 році ногайські беї Муса і Ямгурчі з сибірським ханом Ібаком захопили Сарай і проголосили Ібака ханом Великої орди, але в цей момент Крим не надав їм підтримки і Шейх Ахмат, спираючись на Астрахань, зміг повернути собі владу. Для поліпшення відносин з ногайцями Шейх-Ахмат в 1493 р. одружився з дочкою ногайського бія Муси, що викликало негативну реакцію ординської знаті, яка скинула його і поставила ханом Муртазу. При цьому співправитель Шейх-Ахмата Сайїд-хан та беклярі-бек Хаджіке залишилися на своїх місцях. Можливо, Хаджіке взяв участь у цьому перевороті. Проте вже у червні 1494 року Шейх-Ахмат повернув владу, а Муртаза та беклярі-бек Хаджіке зникли на Тереку у черкесів. Новим беклярі-беком був призначений Таваккул, син Тимура.
Після цього Хаджіке та Муртаза намагалися вступити на службу до Івана III, але він їх не прийняв і у кримського хана Менглі Ґерая, який також відмовив у прийомі. В 1504 Хаджіке з'явився в Крим під приводом зборів для хаджу. Менглі Ґерай дозволив йому з цієї причини затриматись у Криму не більше двох місяців. Однак Хаджіке зумів знайти притулок у сина Менглі Ґерая Ахмет Ґерая. Менглі Ґерай не став конфліктувати із сином і примирився із перебуванням Хаджіке в Криму. Поступово він наблизився до хана, отримавши в результаті звання бека, яке підтвердив і наступник Менглі Ґерая Мухаммед Ґерай. У 1509 році під час війни з Ногайською ордою Хаджіке очолював мангитів Криму.